# Krypte

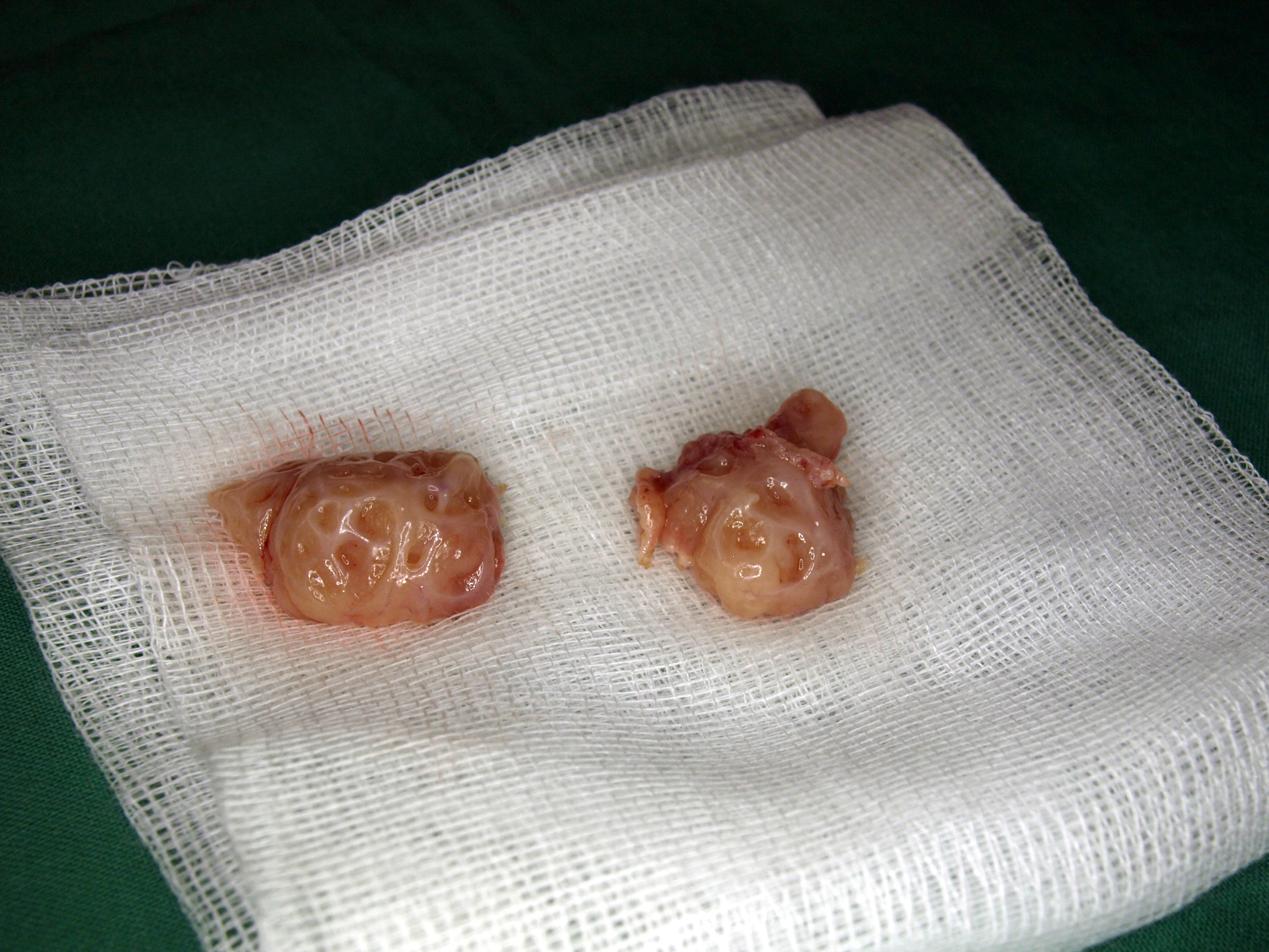
Cryptae tonsillares

Eine Krypte (von gr. κρυπτός „verborgen, versteckt“) bezeichnet als medizinischer Fachbegriff eine epithelialisierte Vertiefung der Schleimhaut, welche bis in tiefere Wandschichten hineinreicht.
Anatomische Beispiele sind:
- Cryptae tonsillares der Gaumen- und Zungenmandel[2]
- Cryptae intestinales (Lieberkühn-Krypten) des Dünn- und Dickdarms[3]
- Cryptae anales des Analkanals[4]
- Rokitansky-Aschoff-Krypten der Gallenblase[5]
- Glandulae cervicales uteri des Gebärmutterhalses[6]